# Àngel Obiols i Palau
Àngel Obiols i Palau (Sarrià, 2 d'agost de 1888 – 18 de març de 1973) va ser organista, fundador i director de l'Orfeó Sarrianenc i compositor de sardanes, música eclesiàstica, nadales, música escènica i cançons.

## Família
Àngel Obiols fou fill de Tomàs Obiols i Guius, pagès natural de Vallvidrera, i de Filomena Palau i Folch, natural de Valls. El seu germà fou el pintor, dibuixant i gravador Josep Obiols i Palau (1894-1967).
És oncle de Raimon Obiols i besoncle de Clara Ponsatí i d'Agnès Ponsatí.

## Biografia
Va néixer a Sarrià, molt abans de l'agregació de la vila a Barcelona, que va tenir lloc el 1921.
Realitzà els estudis eclesiàstics a partir de l'any 1902 al Seminari Conciliar de Barcelona. Començà a estudiar música als vuit anys, amb la seva cosina, però ho deixà en entrar al seminari. Va continuar formant-se de manera autodidacta fins que, en ser nomenat diaca i organista de la parròquia de Sant Vicenç de Sarrià de Barcelona l'any 1911, veié la necessitat de millorar la seva formació musical. Estudià piano amb Mossèn Molera i harmonia i composició amb Vicenç Mª Gibert Serra. Va desenvolupar aquest càrrec d'organista pràcticament durant tota la vida. Va ser ordenat prevere de la mateixa parròquia abans de finalitzar el 1911, i beneficiat l'any 1917. Aquest mateix any va fundar l'Orfeó Sarrianenc, el qual va dirigir fins al 1945, i va col·laborar amb l'esbart dansaire de la mateixa parròquia com a director musical i instrumentador de ballets populars. La seva condició religiosa no va impedir que es dediqués amb intensitat a activitats sardanístiques i folklòriques.
Iniciada la Guerra Civil Espanyola, M. Obiols va ser detingut el 25 de juliol del 1936 per una patrulla de la FAI i portat a la comissaria de Via Laietana. Les gestions de Ventura Gassol, aleshores Conseller de Cultura de la Generalitat, permeteren el seu alliberament pocs dies després. En sortir de la comissaria es va refugiar a casa del seu germà i la seva família, al carrer Castellnou, 22 de Sarrià. Acabat el conflicte bèl·ic i iniciat el període de dictadura de Franco, Mossèn Obiols es reincorporà ràpidament a l'activitat de la parròquia. L'església havia resultat cremada i la represa del culte no va ser fàcil. Va aconseguir un orgue de segona mà per donació d'una família i amb ell va poder tornar a la seva tasca com a organista i compositor. Els temps havien canviat i la música eclesiàstica va prendre major importància dins la seva producció. En els programes d'actuacions de l'Orfeó Sarrianenc que es conserven a l'arxiu del Centre Parroquial es percep aquest canvi en el seu repertori.
La nova situació el portà a fer-se càrrec d'altres tasques. En primer lloc, la represa de la processó de Santa Eulàlia, vot del poble de Sarrià, que cada 12 de febrer portava el gran Crist processional a la capella del Desert de Sarrià on se celebrava la missa dedicada a la santa. Mn. Obiols en fou l'organitzador i animador dels cants durant el trajecte i la celebració eucarística. En segon lloc, la represa de les representacions de l'Estel de Natzaret. M. Obiols en fou director musical des del 1940, dirigint els assajos de cor i els solistes, els quals triava majoritàriament entre els cantaires de l'Orfeó Sarrianenc, i tot el conjunt orquestral els dies de funció. En tercer lloc, la direcció del Rosari Pastoril durant la diada de Sant Vicenç, preparant i dirigint els dos cors i l'orquestra que hi intervenia i, a la darrera etapa, tocant l'orgue, ja que no es disposava d'orquestra.
A finals de la dècada de 1950 o principis dels 60 es traslladà a un pis annexe a la residència per a gent gran del Desert de Sarrià, per tal de substituir el capellà difunt. La nova responsabilitat i el pes dels anys el van fer interrompre les activitats musicals. Després que l'Orfeó finalitzà la seva activitat l'any 1954, va deixar la direcció musical de l'Estel de Natzaret el 1961. La processó de santa Eulàlia va deixar de sortir el 1966 i el Rosari Pastoril va deixar de cantar-se el 1967. Potser per tot això en aquells moments tornà a tenir presència la composició de sardanes.
Durant la Setmana Santa de 1973 va emmalaltir i va haver d'ingressar a l'Hospital del Sagrat Cor on morí el dia 17 de març. Mai va deixar de ser organista de la parròquia i va seguir component música fins al final dels seus dies.

## Obres
És autor d'una trentena de sardanes, escrites entre el 1912 i el 1966, entre les quals destaquen Aubada de festa, Girona invicta, Alegre primavera i Eulàlia. També té sardanes corals i harmonitzacions de nombrosos ballets populars. És autor també de misses i de cançons.
Com a compositor de sardanes va rebre diversos premis: 
- Flor nadalenca – Premi Sarrià de Barcelona, 1r (1949)
- Ofrena joiosa – Premi Sardana de l'Ofrena (1961)
- Donzelles andorranes – Premi Andorra, 2n (1966)
- La petita Cristina – Premi Diada de la Sardana, 2n (1967)

A més de la selecció de sardanes disponible en la secció d'Enllaços externs en aquesta mateixa pàgina, s'inclou a continuació una selecció d'obres extreta de l'opuscle El llegat musical de Mn. Àngel Obiols:
- Nadales: El cant dels ocells, 4V, ac; Jesús és nat aquesta nit, 2V, ac; Silenci!..., 1V, ac.
- Música religiosa: Ave Maria (cinc versions), 1V, ac; Cap al tard, 1V, ac; Corona de roses, 1V, ac; El Sant Nom de Maria, 1V, ac; Goig en llaor del gloriós sant rei i profeta David; Goig en lloança de Sant Vicenç; Jesús, veniu!, 1V, ac; Missa in honorem Beata Maria Virginis; Oh Maria, Mare mia, 1V, ac; Oh Rosa florida, 1V, ac; O sacrum convivium; Quan vaig a combregar, 1V, ac.
- Música escènica: Bella n'és Maria, coral intercalat a l'Estel de Natzaret; Crist Jesús, el diví màrtir o La Passió. Vida i mort de Jesús Nostre Senyor, drama bíblic en 4 actes i 19 quadres; El príncep que cercà la felicitat, poema líric en 3 actes; Himne de goig..., coral intercalat a l'Estel de Natzaret; Idil·li pastoril, quadre escènic per a infants; L'Eloi, ferrer de Figueres, escenificació de rondalla; La casa dels Joseps, comèdia lírica en un acte; Oh lliri de puresa..., coral intercalat a l'Estel de Natzaret; Ompleni el temple..., coral intercalat a l'Estel de Natzaret; Per Maria hermosa..., coral intercalat a l'Estel de Natzaret; Ressoni per l'espai..., coral intercalat a l'Estel de Natzaret.
- Cançons: Lloança a l'Escala.

En aquesta obra s'hi detalla, a més, una relació exhaustiva de les obres conservades a l'arxiu de la parròquia de Sant Vicenç de Sarrià: 19 sardanes, 23 nadales, 12 caramelles, 79 peces de música religiosa, 5 peces de música escènica, 17 cançons.